# Evil Invaders (album)
Pour les articles homonymes, voir Evil Invaders.
Albums de Razor
Executioner's Song Malicious Intent
Evil Invaders est le deuxième album studio du groupe canadien de Thrash Metal Razor sorti en 1985. La pochette de l'album, qui représente un cyborg maléfique composé de tissus vivants recouverts d'un endosquelette métallique, rappelle le personnage principal du film d'action de science-fiction Terminator, sorti un an plus tôt. Un clip vidéo est réalisé pour Evil Invaders.

## Liste des chansons
1. Nowhere Fast (Instrumental) (4:26)
2. Cross Me Fool (3:13)
3. Legacy Of Doom (3:22)
4. Evil Invaders (3:49)
5. Iron Hammer (3:38)
6. Instant Death (2:57)
7. Cut Throat (4:11)
8. Speed Merchants (3:45)
9. Tortured Skull (5:35)
10. Thrashdance (3:19)

## Membres
- Stace « Sheepdog » McLaren — chant
- Dave Carlo — guitare
- Mike Campagnolo — basse
- Mike « M-Bro » — batterie